# Themistella fusca
Themistella fusca är en kräftdjursart som först beskrevs av James Dwight Dana 1853.  Themistella fusca ingår i släktet Themistella och familjen Lestrigonidae. Inga underarter finns listade i Catalogue of Life.